# Praça da Verdura
A Praça da Verdura (Plaza de la Verdura) é uma praça de origem medieval situada em pleno centro histórico de Pontevedra (Espanha). É uma das praças medievais mais animadas da cidade.

## Origem do nome
A Praça da Verdura deve o seu nome ao mercado tradicional de hortaliças, frutas e castanhas que ali se realizava todas as manhãs, excepto aos domingos e feriados. Este mercado teve lugar na praça até aos anos 90 do século XX e os legumes e frutas foram trazidos por produtores das aldeias vizinhas.

## História
A praça tem tido uma função comercial desde as suas origens. Foi construída como Praza da Feira (nome sob o qual é mencionada em 1330), ou seja, como praça de mercado, e pertence ao segundo prolongamento das muralhas de Pontevedra no século XIV. Era o local da Feira Franca, um mercado livre de impostos criado pelo rei Henrique IV, mais rapidamente se tornou demasiado pequena para o acomodar. No século XV, a muralha foi ampliada pela terceira vez e outra praça maior foi construída para a Feira Franca, a actual Plaza de la Herrería. Foi assim que a Praça da Verdura passou a ser conhecida como a Praza da Feira Vella em 1441.
A praça foi também chamada Plaza del Pescado no século XIX porque o peixe era ali vendido e Plaza Indalecio Armesto de 1895 a 1996.
No século XVIII, o Rastro (mercado das pulgas) estava localizado na praça. Em 1887, uma fonte de ferro fundido desenhada em França foi colocada no topo da praça.
Em 1888, foi aí construída uma fábrica de electricidade. A 16 de março de 1888, teve início a construção da chaminé desta fábrica de luz, promovida pelo Marquês de Riestra e a 25 de julho de 1888, foi inaugurada. Pontevedra foi assim a primeira cidade na Galiza e a segunda em Espanha a dispor de electricidade e iluminação pública, e a Fábrica da Luz, situada na Praça da Verdura, foi a primeira central eléctrica em todo o noroeste da Península Ibérica.
No final do século XIX, a praça não tinha árvores mas nos anos 1920, a praça já estava plantada com árvores. A praça foi remodelada em 1974 pelo Património Público do Estado e passou por uma grande reforma em 2001, durante a qual as suas características catalpas  foram cortadas e os seus bancos duplos de pedra foram removidos. Foi reaberta a 19 de julho de 2001.
De 1997 a 2015, houve uma feira de antiguidades na praça.

## Descrição
A praça é de planta rectangular irregular e apresenta uma ligeira inclinação para o lado sul. Nos seus lados oeste e leste estão alinhados um total de dez árvores, quatro cerejeiras selvagens e seis liquidâmbar e oito bancos de madeira de dupla face.
No lado norte, junto à rua Sarmiento, há uma fonte de ferro fundido de 1887, decorada com flores e conchas, quatro faunos com um cano na boca e no topo um vaso com alças e uma tampa.
A praça tem lojas e bares de tapas debaixo das suas arcadas. No lado sul e na parte alta, encontra-se a Casa de la Luz, a sede municipal do Turismo de Pontevedra.
A maioria das casas da praça têm arcadas. As casas do lado ocidental da praça são do século XIV, com arcadas no rés-do-chão e um ou dois andares. As arcadas têm colunas com capitéis toscanos. Quase todas as casas foram renovadas no século XVI. A última das casas deste lado oeste, com arcadas de dupla altura, data do século XVIII.
Todas as casas do lado leste foram renovadas no século XVIII em cima de casas mais antigas do século XVI, das quais os pilares permanecem. Algumas delas sofreram acréscimos durante o século XX. Uma das duas casas da praça com arcadas e colunas toscanas localizadas ao lado da farmácia (que conserva a decoração do século XIX) no topo da praça tem uma inscrição datada de 1716.

## Edifícios notáveis

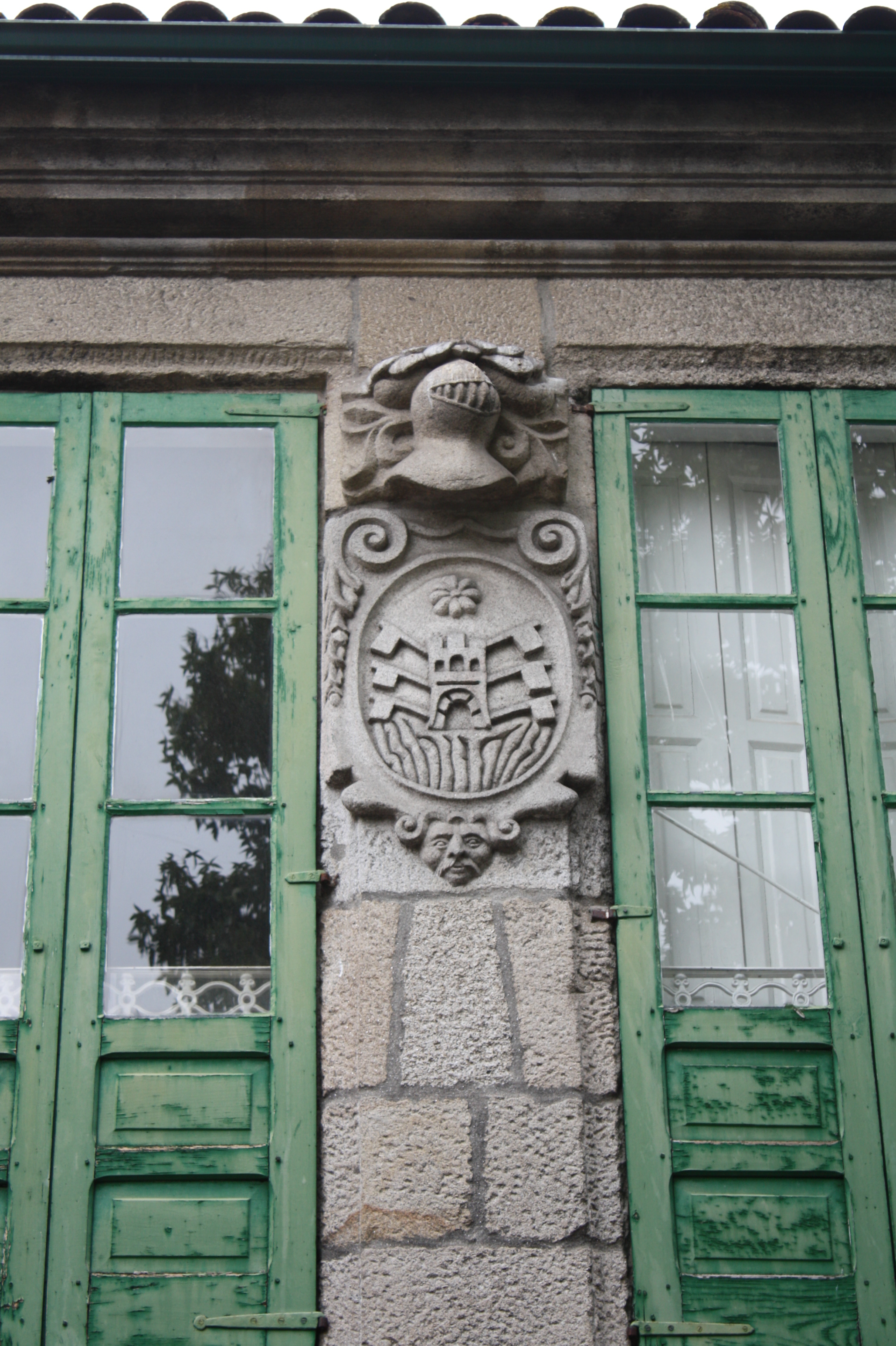
Brasão da Casa de Juan Álvarez de Sotomayor.

Desde 1595, a casa que preside a praça do lado sul era o matadouro da cidade e era conhecida como a Casa do Macelo. Em 1888, tornou-se a Fábrica da Luz e foi amplamente renovada nos séculos XX e XXI. Chama-se agora Casa da Luz e, desde a sua última remodelação em 2010, é a sede do Turismo de Pontevedra. A casa tem três grandes arcadas envidraçadas no rés-do-chão com vista para a praça e uma varanda no topo com três portas.
No lado oeste da praça, a primeira casa, no número 5, é a do arquidiácono do Salnés, Juan Fernández de Sotomayor, e foi mais tarde a casa dos Irmãos Maristas. Conserva dois grandes arcos quebrados nos lados das arcadas no rés-do-chão e uma pequena janela gótica quebrada com uma pequena rosácea na fachada sul do primeiro andar, restaurada em 1975. Na fachada virada para a praça, a casa tem um brasão de armas entre as portas da varanda. Após a sua renovação, este edifício será utilizado como alojamento turístico.
No alto da praça, no lado leste, fica a Farmácia Enrique Eiras Puig, de 1872. No seu teto está uma imponente pintura de uma mulher semi-nua acompanhada por um grupo de anjos e motivos florais e onde se pode ler Ars cum natura ad salutem conspirans (Arte colaborando com a natureza para a saúde).

## A praça na cultura popular
Uma cena da série de televisão espanhola Los gozos y las sombras, estrelada por Eusebio Poncela, foi filmada na farmácia Eiras Puig. 
No lado oeste da praça, no rés-do-chão da casa de Juan Fernández de Sotomayor, encontra-se o bar de tapas Os Maristas, reaberto em julho de 2021.

## Galeria de imagens

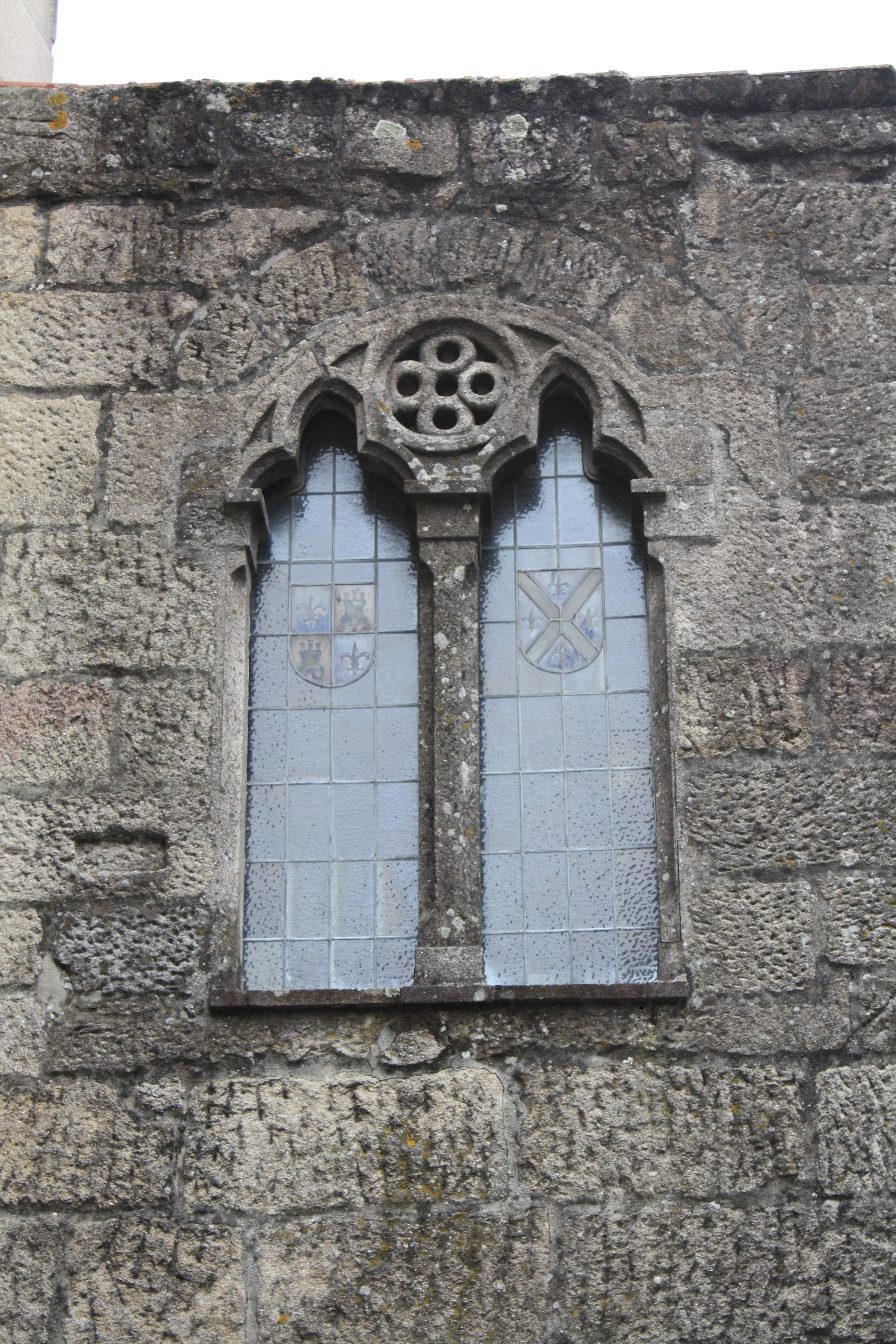
Janela em arco gótico da Casa de Juan Álvarez de Sotomayor.
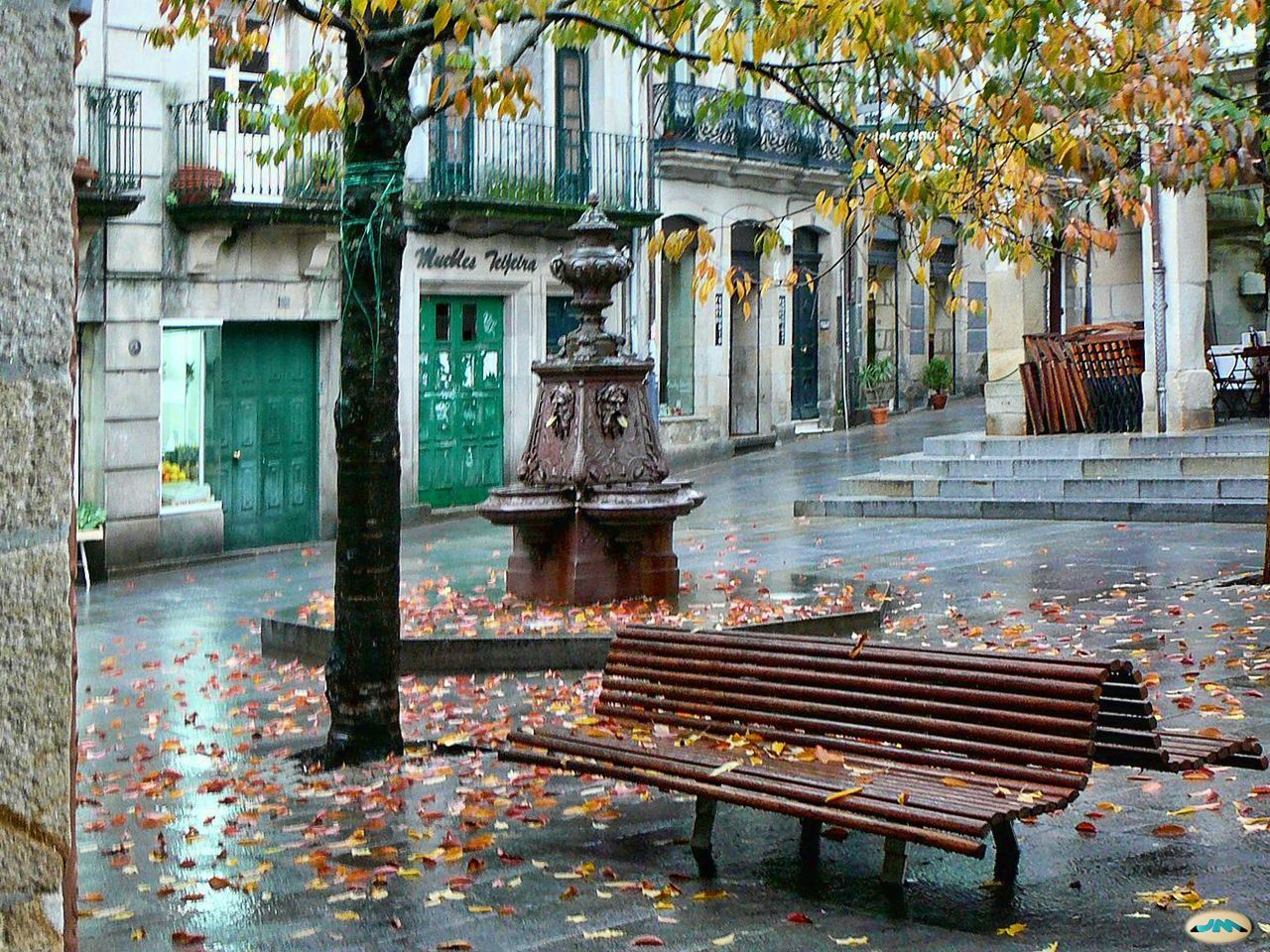
Bancos na praça
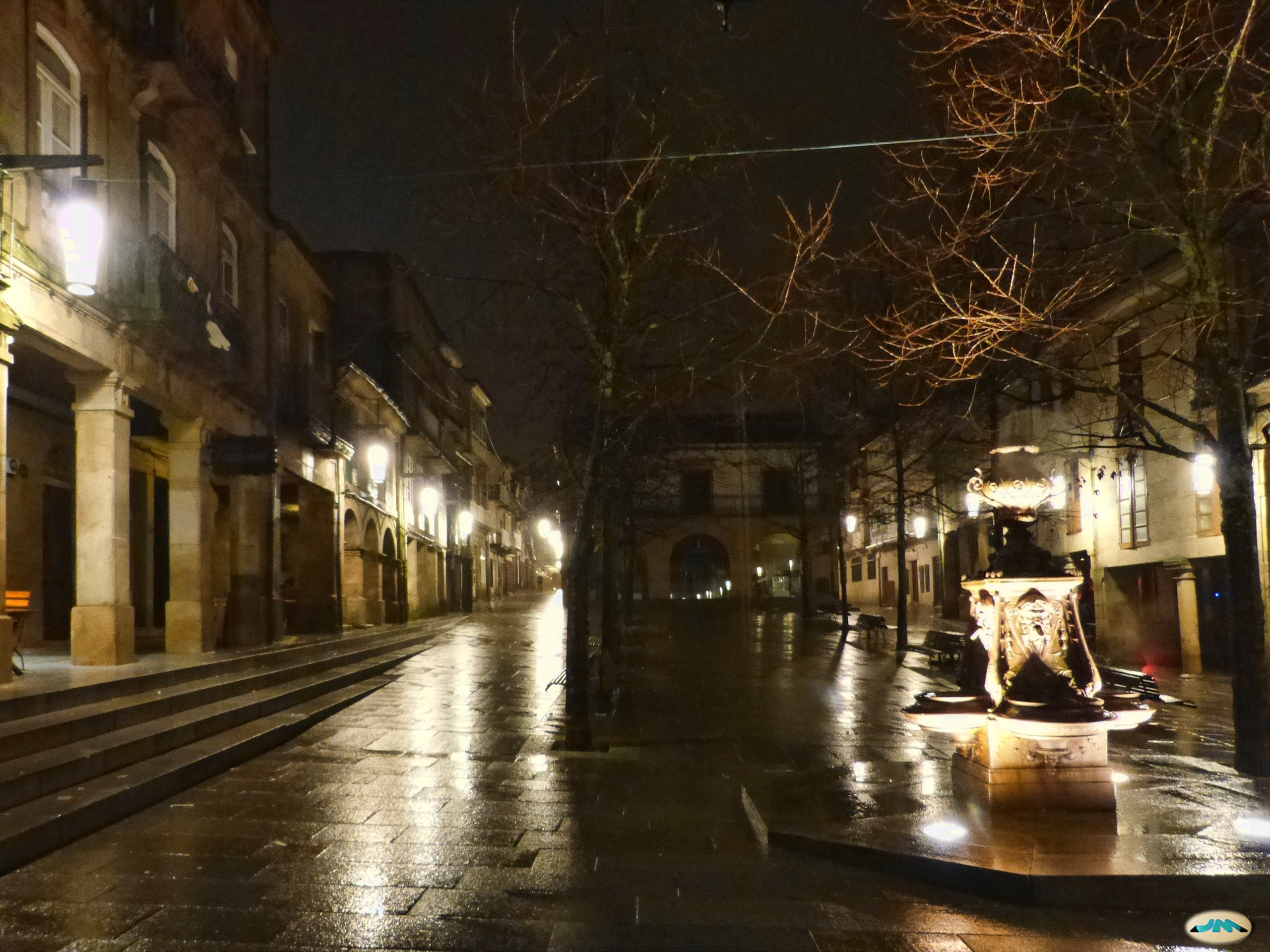
A praça à noite
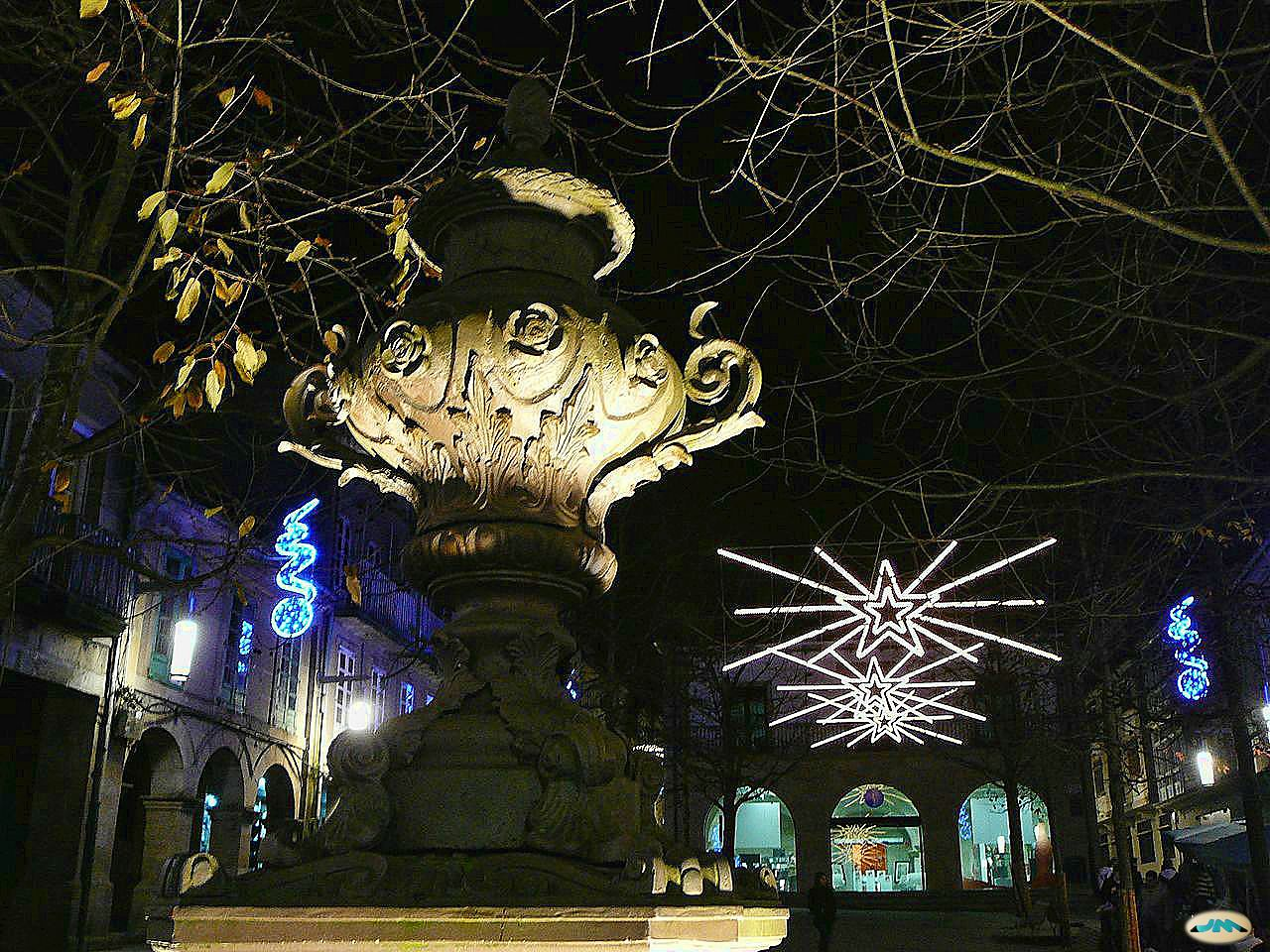
A praça no natal
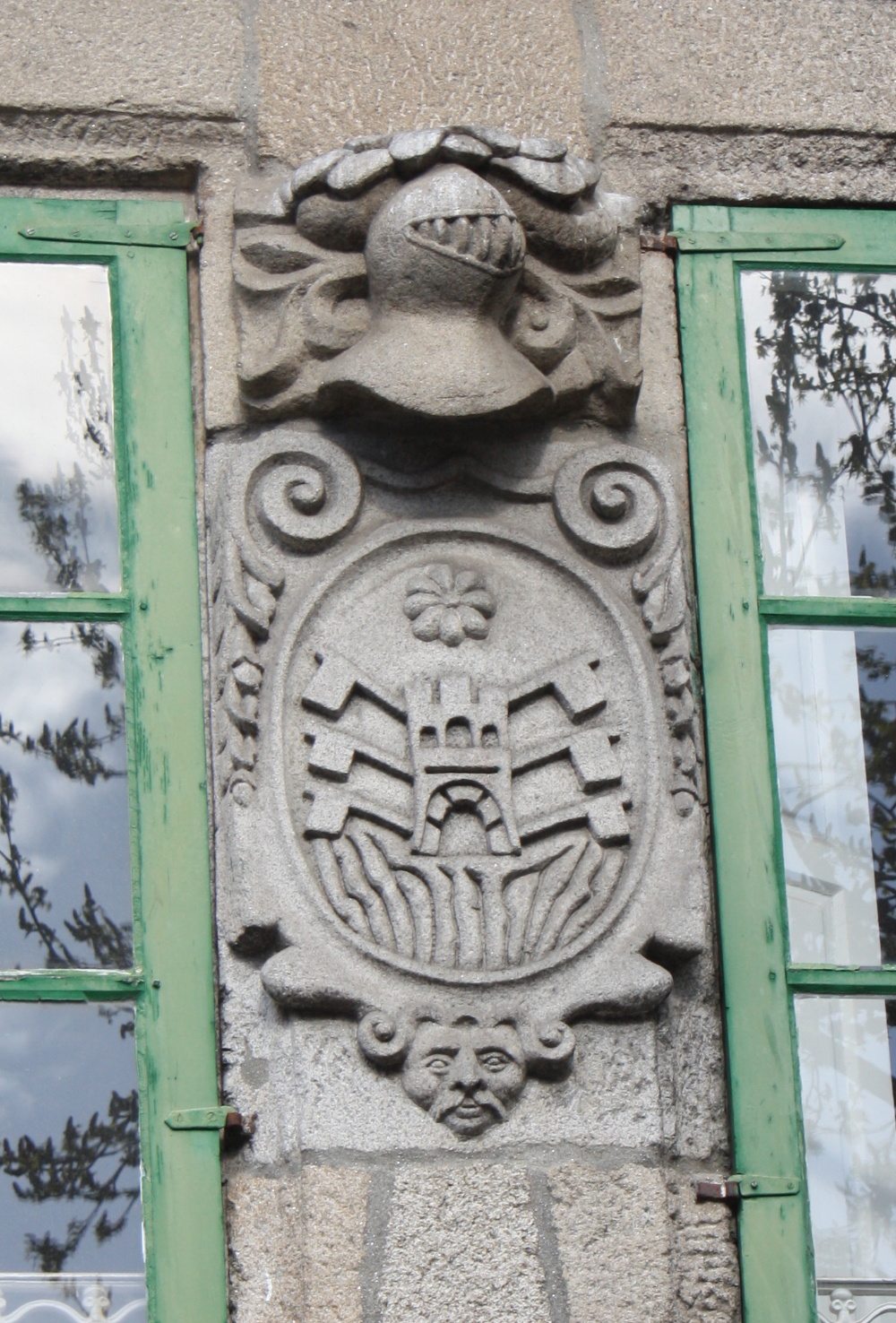
Brasão da Casa de Juan Álvarez de Sotomayor
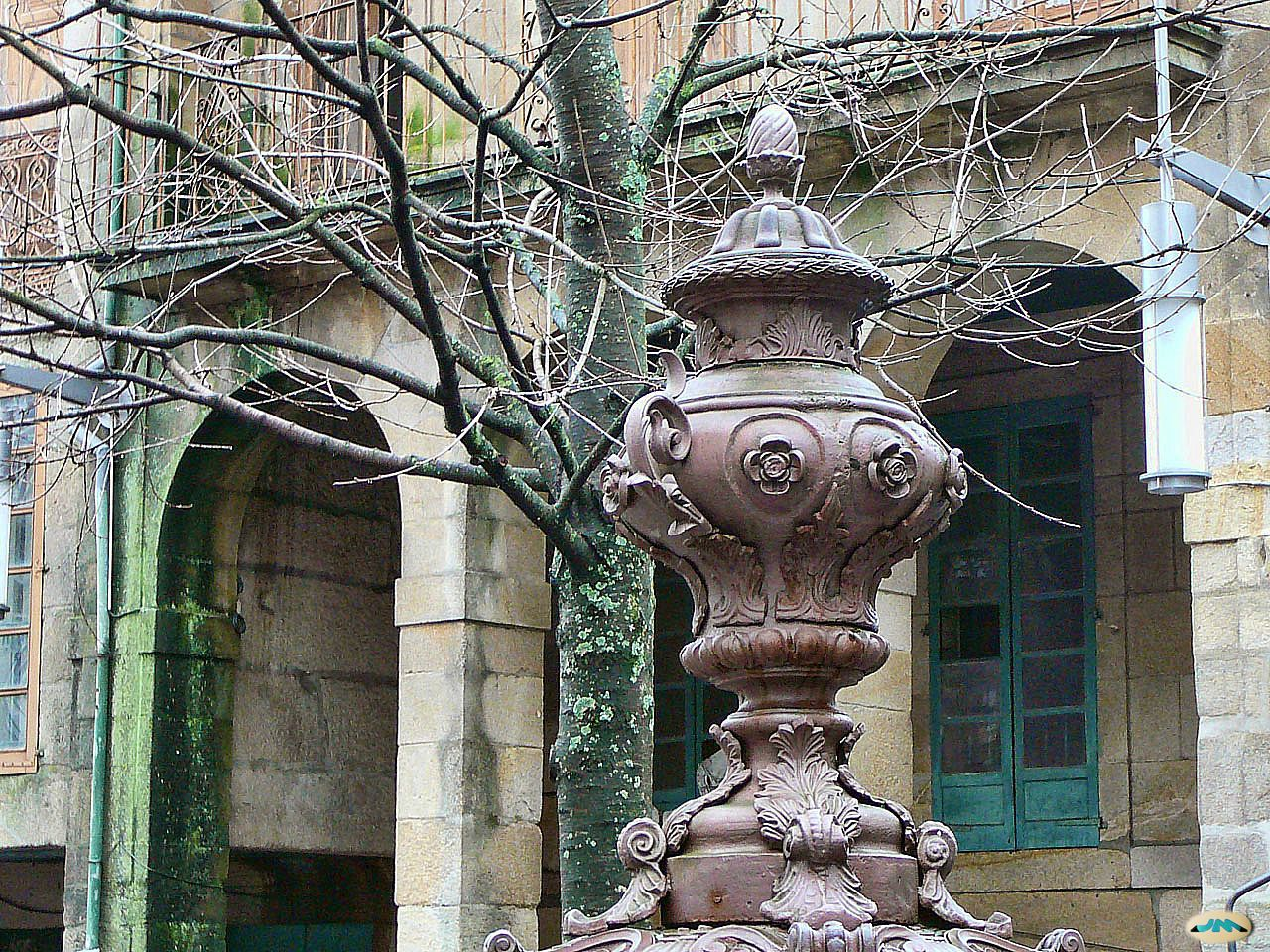
Parte superior da fonte em ferro fundido.
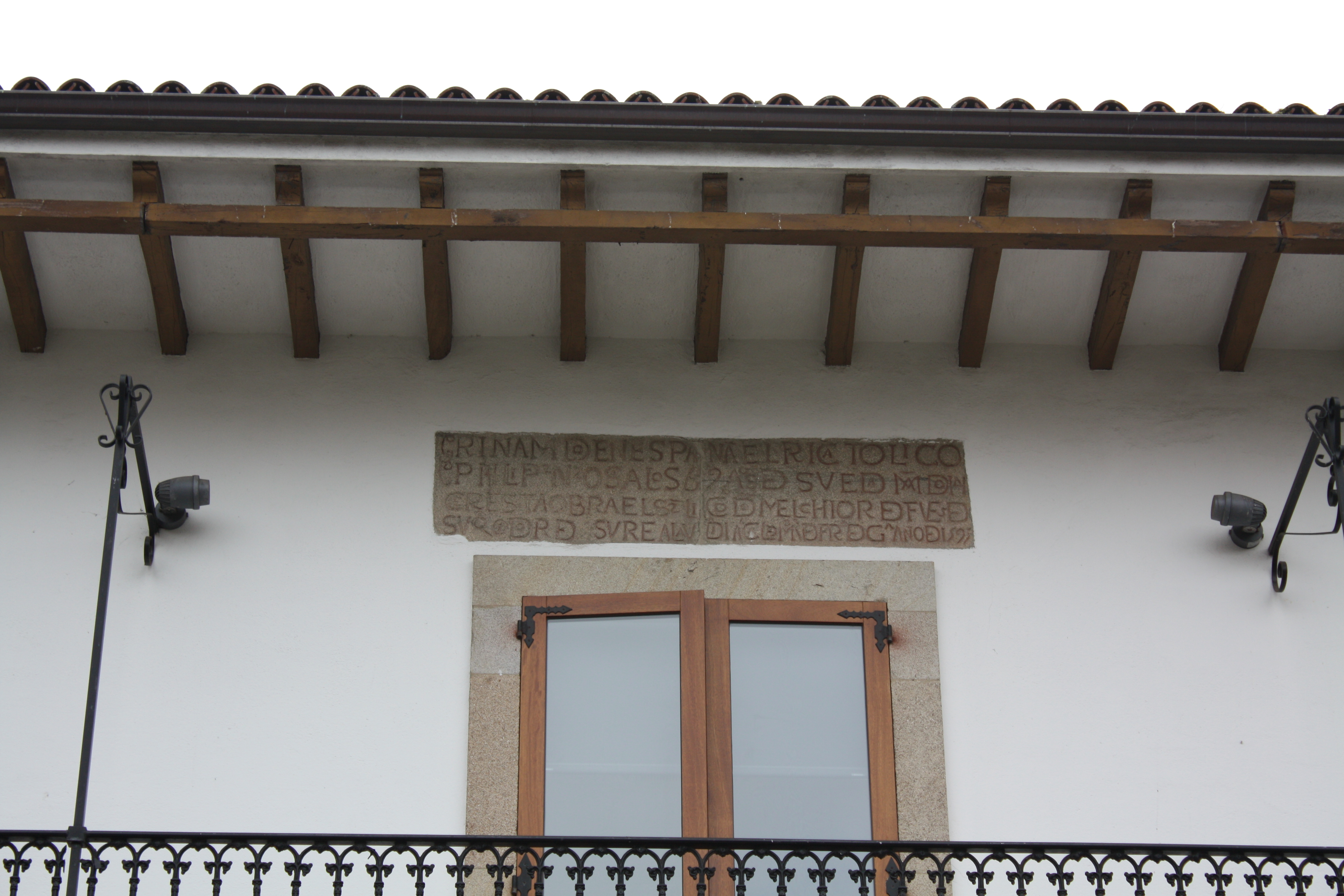
Inscrição na fachada da Casa da Luz
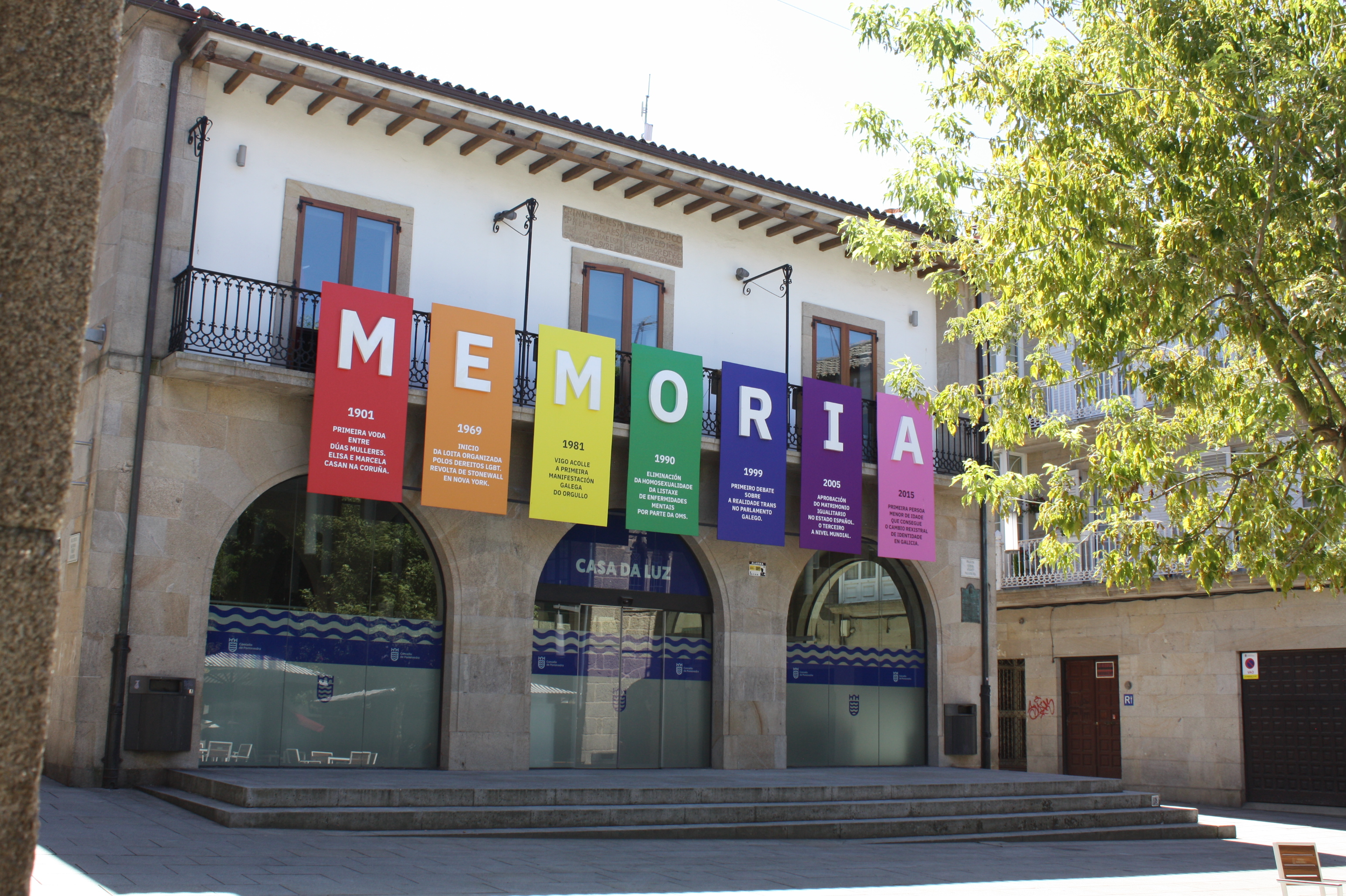
Casa da Luz

### Outros artigos
- Rua Sarmiento